# Medschlis des Krimtatarischen Volkes

Flagge der Krimtataren

Der Medschlis des Krimtatarischen Volkes (krimtatarisch Qırımtatar Milliy Meclisi, ukrainisch Меджлі́с Кримськотатарського Народу, russisch Меджлис крымскотатарского народа) ist die zentrale Exekutivkörperschaft des Kurultai der Krimtataren. Von 1991 bis 2013 war Mustafa Dschemilew Vorsitzender des Medschlis. Im Oktober 2013 übernahm Refat Tschubarow das Amt. Seit April 2016 ist der Medschlis in der Russischen Föderation als eine „extremistische Organisation“ eingestuft und seine Tätigkeit verboten.

## Geschichte

### 1991 bis 2013

Prozentualer Anteil der Krimtataren auf der Krim bei der Volkszählung 2001

Der Medschlis wurde 1991 gegründet, um als Repräsentativkörperschaft für die Krimtataren zu agieren, die Klagen an die Zentralregierung und internationale Körperschaften richten kann.
Am 30. Juni 1991 erklärte der Medschlis seine Souveränität über die Krimtataren und nahm die krimtatarische Nationalhymne und Nationalflagge an. Gleichzeitig wählten die Krimtataren 14 krimtatarische Abgeordnete zum Obersten Rat der Krim. Diese 14 Abgeordneten waren die ersten krimtatarischen Vertreter im Parlament der Krim seit über 50 Jahren.
Am 6. April 2010 verlangten mehrere prorussische politische Führer in der Krim die Auflösung und den Verbot des Medschlis und aller anderen Formen der politischen Vertretung für die Krimtataren (einschließlich des Kurultai) – mit der Begründung, dass „organisierte kriminelle Gruppen und ihre Aktivitäten verfassungswidrig sind“. Krimtatarische Organisationen baten Präsident Wiktor Janukowytsch darum, „das indigene Volk der Krim vor Diskriminierung zu schützen“.
Während der Parlamentswahl in der Ukraine 2012 traten Mitglieder des Medschlis der Wahlliste „Vaterland“ bei.

### Seit der russischen Annexion der Krim 2014
Nach der völkerrechtswidrigen Annexion der Krim durch Russland verboten bereits einen Monat danach die Behörden am 19. April 2014 Mustafa Dschemilews, einem der wichtigsten Vertreter der Krimtataren für fünf Jahre die Einreise in seine Heimat. Am 5. Mai drohte die neue Generalstaatsanwältin der Krim Natalja Poklonskaja als Reaktion auf Demonstrationen gegen das Einreiseverbot den Medschlis aufzulösen.
Am 4. Juli 2014 hielt der Medschlis das erste Mal seit seiner Gründung eine Versammlung außerhalb der Krim in der Stadt Henitschesk ab. Einen Tag später, am 5. Juli, wurde gegen den amtierenden Vorsitzenden des Medschlis Tschubarow ein fünfjähriges Einreiseverbot verhängt. Am 9. August wurde gegen Ismet Yuksel, den Leiter der Nachrichtenagentur Crimean News Agency (QHA) und Berater des Medschlis, die gleiche Strafe verhängt.
Führende Vertreter des Medschlis initiierten ab 2015 eine Lebensmittel- und Stromblockade der Krim vom ukrainischen Festland aus. Die deklarierte Lastwagenblockade wurde gemäß Kommentaren diskreditiert durch Mitglieder von Freiwilligeneinheiten oder des Rechten Sektor, als diese in Einzelfällen stattdessen auch private Reisende kontrollierten. Die gesprengten Stromleitungsmasten, die die Energieversorgung der Halbinsel gewährleisteten, waren mit krimtatarischen Fahnen versehen. Im April 2016 stufte das Oberste Gericht der Krim den Medschlis als „extremistische Organisation“ ein und verbot seine Tätigkeit.
Der stellvertretende Vorsitzende des Medschlis, Achtjom Tschijgos, wurde im September 2017 zu acht Jahren Lagerhaft verurteilt. Die Begründung des Gerichts lautete, er sei an der Organisation von Massenunruhen am 26. Februar 2014 beteiligt gewesen. Ein weiteres führendes Mitglied der Organisation, der ehemalige Bürgermeister von Bachtschyssaraj Ilmi Umerow, wurde in eine psychiatrische Klinik eingewiesen.
Am 4. September 2021 wurde mit Nariman Dscheljal „der letzte Anführer der Minderheit der Krimtataren, der nach der Annexion der Krim durch Russland noch auf der Halbinsel lebt“, nach einer Razzia verschleppt.